# مصنع قادر للصناعات المتطورة
مصنع قادر للصناعات المتطورة هو أحد المصانع التابعة للهيئة العربية للتصنيع.

## نبذة تاريخية
- مصنع قادر أنشئ في 1949 تحت اسم مصنع هليوبوليس للصناعات الجوية وكان هدفه إنتاج مجموعة التدريب الأساسي "الجمهورية"
- وفي عام 1975 أصبح المصنع عضوا في الهيئة العربية للتصنيع تحت اسم مصنع قادر للصناعات المتطورة
- مساحة المصنع ١٣٦٠٠٠ متر مربع وعدد العاملين ١٤٠٠ مهندسين و فنيين واداريين و عمال متدربين على اعلي مستوى من الكفاءه والحرفيه.
- يقع المصنع في (٢ شارع الطيران)في مدينة نصر في القاهرة

قادر أقدم مصانع مصر والشرق الأوسط (مشاء الله لا قوة لا بالله) مازال يعمل ويطور من آداءه , بعد الحرب العالمية الثانية 
وفى عام 1948 في عهد الملك فاروق بدء التجهيز لأنشاء المصنع  لتصنيع الطائرة Bücker Bü 181 Bestmann الألمانية وفى عام  1949 تم أفتتاح المصنع بمسمى مصنع طائرات هليوبوليس أول مصنع فى الشرق الأوسط لإنتاج الطائرات 
وفى عام 1953 تم تسمية الطائرة بالجمهورية ونتيجة العدوان الثلاثي عام 1956 أراد الرئيس جمال عبد الناصر تعزيز سلاح الطيران وأنه يجب أن يكون هناك مصنع أخر للطائرات فأنشاء مصنع الطائرات بحلوان الذى ألت له صناعة الطائرات 
وسمى المصنع سابقاً بمصنع القذائف ثم الوحدة الإنشائية رقم 72 وأطلق علية مصنع 72 الحربى 
وفى عام 1962 وإنجاز مصري أخر قام المصنع بإنتاج المدرعة الوليد أول مركبة مدرعة في الشرق الأوسط 
وفى عام 1975 تم انشاء الهيئة العربية للتصنيع  كهيئة عربية دولية ذات لوائح خاصة إنضم المصنع بأسمة الحالى ليصبح أقدم المصانع الأربعة المؤسسة للهيئة (قادر- صقر- الطائرات - المحركات) والتي وصلت الأن الى (14) مصنع.

## المنتجات
- العربة المدرعة فهد ٣٠٠ وطرازاتها المختلفه
- العربة المدرعة قادر ٢
- عربات فض الشغب
- عربات نقل الاموال و الوثائق
- الهاوتزر ١٢٢ المحمل علي الاورال
- العربة المدرعة تمساح
- عربات الإطفاء المتنوعة
- غرفه الحراسه
- الدروع السيراميكيه لرفع مستوى حمايه المعدات والمركبات
- بالاضافه الي المنتجات المدنيه ومنها
- تجهيز عربات المراكز التكنولوجيه
- تجهيز عربات البنوك المتنقله
- مركز لتصنيع البطاريات الليثيوم
- عربه نقل الحقائب في المطارات
- تجميع و تصنيع ماكينات شفط الغلال
- تجميع السكوتر الكهربائي والعجل و عربات الجولف
- تجميع وتصنيع المصاعد الكهربائية